# Liste des cardinaux créés au XVIIe siècle
Liste des cardinaux créés au XVIIe siècle :
- Aucun cardinal créé par Léon XI (1605)
- Cardinaux créés par Paul V (1605-1621) : 60 dans 10 consistoires dont les futurs papes Urbain VIII et Grégoire XV
- Cardinaux créés par Grégoire XV (1621-1623) : 11 dans 4 consistoires
- Cardinaux créés par Urbain VIII (1623-1644) : 74 dans 8 consistoires dont le futur pape Innocent X
- Cardinaux créés par Innocent X (1644-1655) : 40 dans 8 consistoires dont les futurs papes Alexandre VII, Innocent XI et Alexandre VIII
- Cardinaux créés par Alexandre VII (1655-1667) : 38 dans 6 consistoires dont le futur pape Clément IX
- Cardinaux créés par Clément IX (1667-1669) : 12 dans 3 consistoires dont le futur pape Clément X
- Cardinaux créés par Clément X (1670-1676) : 20 dans 6 consistoires dont le futur pape Benoît XIII
- Cardinaux créés par Innocent XI (1676-1689) : 43 dans 2 consistoires dont le futur pape Innocent XII
- Cardinaux créés par Alexandre VIII (1689-1691) : 14 dans 3 consistoires dont le futur pape Clément XI
- Cardinaux créés par Innocent XII (1691-1700) : 30 dans 4 consistoires
- Au total : 342 cardinaux créés au XVIIe siècle.